# Kaemis circe
Kaemis circe là một loài nhện trong họ Dysderidae.
Loài này thuộc chi Kaemis. Kaemis circe được miêu tả năm 1975 bởi Brignoli.